# Corredor ecológico Casa de Campo - Parque Regional del Curso Medio del Río Guadarrama
El Corredor Ecológico de los Arroyos y Retamares del Suroeste de Madrid (entre Casa de Campo y el Parque Regional del Curso Medio del Río Guadarrama y su entorno) es una zona de especial interés ecológico, que incluiría más de 2.500 hectáreas sin urbanizar que unirían los ríos Manzanares y Guadarrama a través de zonas naturales que incluyen retamares, encinares, vegetación de ribera, nacimientos de arroyos, pastizales, pinares de repoblación, estepas cerealistas y viñedos , a lo largo de los municipios de Madrid, Alcorcón, Pozuelo de Alarcón, Villaviciosa de Odón y Boadilla del Monte y que a día de hoy no gozan de ningún grado de protección. 

## Campaña de preservación y los esfuerzos de conservación
Diversas asociaciones sociales, vecinales y ecologistas, pretenden frenar los intereses urbanísticos y especulativos que presionan esta área, promoviendo proyectos que jueguen a favor de este entorno, como la reforestación, el desarrollo de un parque agrario, la realización de rutas senderistas y ciclistas o la conservación de vías pecuarias y del patrimonio histórico.

### Origen del grupo del Corredor ecológico
Constituido el 25 de abril de 2014 en una reunión celebrada en el Ateneo Popular de Alcorcón el Grupo Promotor del Corredor Ecológico de los Arroyos y Retamares del Suroeste de Madrid, está integrado por varios colectivos ecologistas y vecinales, como son: ARBA Madrid; Asociación de Vecinos de Carabanchel Alto; A pie; Caballo Verde; Ecologistas en Acción de Madrid, Suroeste de Madrid y Villaviciosa; Entorno Meaques Retamares; GRAMA; Madrid Ciudadanía y Patrimonio; Salvemos Campamento; Salvemos la Casa de Campo y Pedalibre

### Esfuerzos iniciales para proteger el entorno
El Grupo Promotor del Corredor ecológico de los Arroyos y Retamares del Suroeste de Madrid envió a los Ayuntamientos de Madrid, Alcorcón y Villaviciosa de Odón una carta proponiendo la creación de un “corredor ecológico” entre Casa de Campo y el Parque regional del Curso medio del río Guadarrama y su entorno.
El corredor verde reivindicado conecta todos estos espacios que, de otra forma quedarían aislados perdiendo su biodiversidad y riqueza. Conectar a pie las poblaciones que atraviesa el corredor supone fomentar alternativas de ocio sostenible y estilos de vida más saludables y respetuosas con el medioambiente y que ayudarían a preservar y fomentar los valores naturales que podemos encontrar allí.
Respondería también a las previsiones de desarrollo supralocal que en su momento recogió el Documento de Bases del Plan Regional de Estrategia Territorial.

### Amenazas urbanísticas
En Madrid; el Ministerio de Defensa, la Comunidad de Madrid y el Ayuntamiento de Madrid impulsaron la “Operación Campamento”, que pretendía urbanizar los terrenos de los antiguos cuarteles y campos de prácticas, pero fue paralizada por el Tribunal Supremo en octubre de 2012 tras un recurso del Partido Socialista de Madrid (PSM) y Ecologistas en Acción por la recalificación ilícita de terrenos. Por otra parte, diversas administraciones públicas están manteniendo con el multimillonario chino Wang Jianlin, presidente del conglomerado de empresas Dalian Wanda Group, negociaciones con el fin de instalar un gran centro comercial y de ocio, una urbanización de lujo, y un complejo de juego definido por la prensa como “Chinovegas”, que se instalaría en terrenos de Campamento que actualmente son prácticamente en su totalidad propiedad del Ministerio de Defensa. Por su parte, los herederos del Doctor Esquerdo, antiguo propietario de parte de los terrenos de campamento, reclaman desde 1999, el derecho a la reversión de más de 50.000 metros cuadrados que les fueron expropiados para su uso militar durante los años 30 y 40 del siglo pasado.
En Alcorcón; la Comunidad de Madrid, el Ayuntamiento de Alcorcón y el Club Atlético de Madrid impulsaron a partir de la firma de convenios urbanísticos el Distrito Norte de Alcorcón y la Ciudad Deportiva del Atlético de Madrid, que suponía urbanizar las 1.231 hectáreas situadas al norte del término municipal de Alcorcón, entre la M-40 y M-50. El Tribunal Supremo ratificó en noviembre de 2014 la sentencia del Tribunal Superior de Justicia de Madrid, que estimó el recurso interpuesto por Ecologistas en Acción lo que paralizó los posibles desarrollos urbanísticos por no ajustarse a las leyes vigentes; por lo que los terrenos calificados entonces como urbanizables vuelven a tener la calificación de rústicos. 
En Villaviciosa de Odón; el proyecto de corredor ecológico fue respaldado a través de una moción presentada por Izquierda Unida, y aprobada por el Ayuntamiento de la localidad el pasado 28 de marzo de 2014 al mismo tiempo que se presentaba un nuevo Plan General de Ordenación Urbana que reclasifica la totalidad de los terrenos del municipio que no están incluidos en el Parque Regional del Curso Medio del Río Guadarrrama, afectando a los terrenos propuestos para el desarrollo del corredor ecológico.

## Ecología
Según los promotores del mismo, los terrenos del corredor ecológico servirían "para facilitar la conservación de los espacios naturales, en su mayoría retamares y algunos encinares", donde estos colectivos pretenden promover el ocio sostenible, como el senderismo y los paseos en bicicleta, así como facilitar el tránsito animales,
Estudios realizados por ecologistas desde la escuela de ingenieros de montes de la Universidad Politécnica de Madrid manifiestan que esta zona alberga tres ecosistemas: 
- Pastizales xerofíticos: catalogado de interés preferente por la Directiva de Hábitats de la Unión Europea.
- Retamares: Constituyen el hábitat idóneo para numerosas especies de aves que los utilizan como refugio y además es otro de los hábitats protegidos por la UE.
- Encinar de la Venta de la Rubia: importante porque aporta heterogeneidad al paisaje y favorece la biodiversidad. También es otro hábita de interés comunitario.

En total en esta área existen más de 200 especies vegetales y unas 150 de animales, sin contar los animales invertebrados.

### Flora
Respecto a la flora se pueden destacar diversas especies endémicas:
- Codeso, existe un híbrido que únicamente se encuentra en el Norte de Alcorcón y Boadilla del Monte.
- Reseda virgata, un endemismo que solo existe en el centro peninsular
- Euphorbia matritensis , otro endemismo que solo existe en el centro peninsular
- Retama
- Lavandula stoechas

### Fauna
Se pueden encontrar unas 143 especies animales, de las cuales 91 tienen algún tipo de protección o amenaza; destacando:
- Milano real
- Aguilucho cenizo
- Cigüeña
- Perdiz roja
- Sisón
- Meloncillo

### Terrenos
El área afectada por el proyecto de corredor ecológico, en líneas generales va desde la Casa de Campo al Parque Regional del Río Guadarrama, incluyendo los terrenos de la segunda fase de la Operación Campamento, la zona norte de Alcorcón, el sur de Boadilla del Monte y el norte del municipio de Villaviciosa de Odón.
Por la zona nacen diversos arroyos, como el Meaques y el arroyo Butarque (que vierten al río Manzanares) y el de los Majuelos y el de la Madre (que vierten al río Guadarrama). 
Hay otros entornos no incluidos en el corredor, pero que son lindantes a él como el Parque Forestal y los huertos históricos de Villaviciosa, o el Parque de Las Presillas en Alcorcón, que podría ser el puente para conectar todo el corredor con Bosque del Sur.

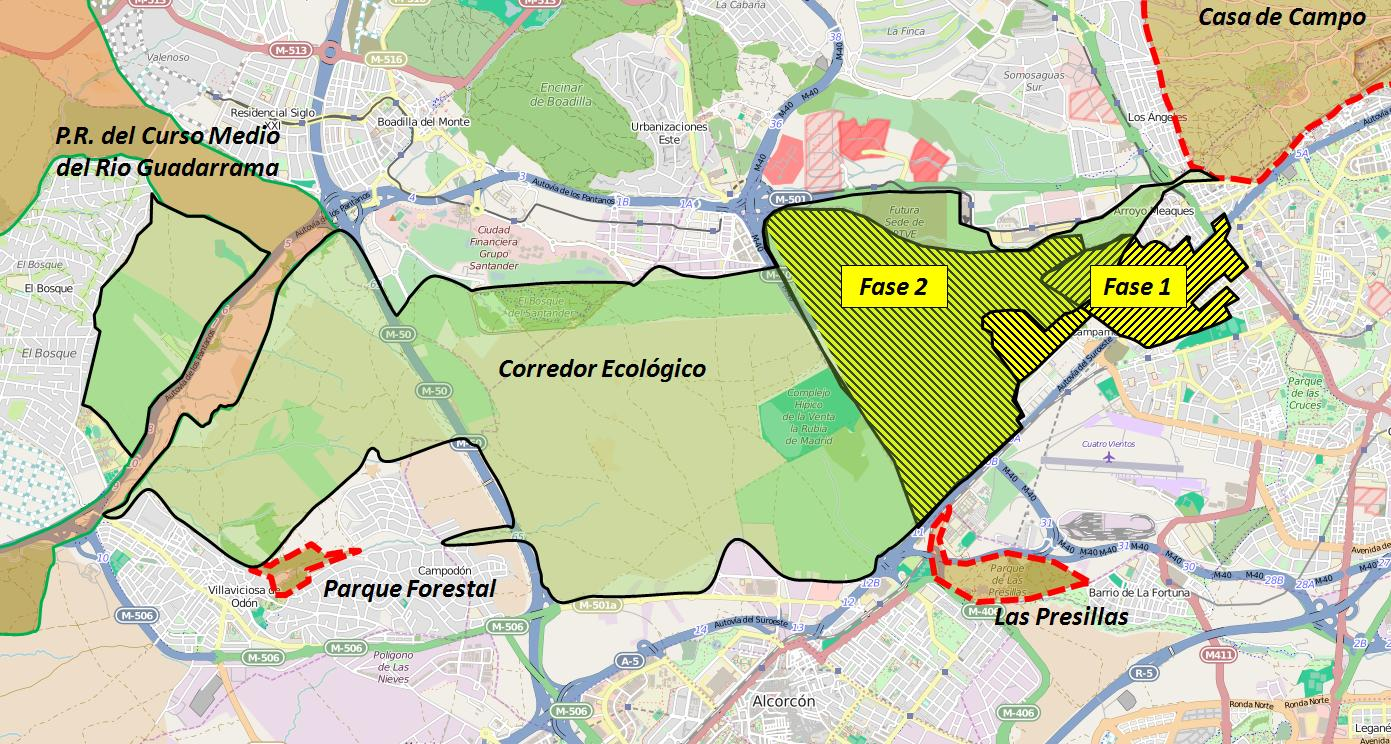
Corredor ecológico Casa de Campo Parque regional del curso medio del Río Guadarrama y su entorno

### Clima
Se da un clima mediterráneo continentalizado. Es decir, mediterráneo pero con temperaturas más extremas, típicas del continental, debido a lo alejada que se encuentra esta área de la costa (la salida más cercana esta a más de 300 km en línea recta y esta casi totalmente aislado de este por cadenas montañosas). Los inviernos son fríos, con olas de frío ocasionales en las que las mínimas descienden de 0 °C (heladas frecuentes). Por otra parte, los veranos son muy calurosos, siendo frecuente que las máximas superen los 35 °C y raramente los 40 °C. Las temperaturas mínima y máxima absolutas anuales pueden variar en casi 50 °C. La temperatura media anual es de unos 15 °C.
Las precipitaciones superan los 400 mm anuales, siendo los meses previos y posteriores al verano los más lluviosos. El verano es la época más seca, con sequías que provocan el estiaje de los arroyos.
Ocasionalmente se dan brumas y nieblas, sobre todo durante el invierno. Las rachas de viento fuerte (más de 50 km/h) se dan durante todo el año también de forma ocasional. El principal riesgo climatológico que se da en el corredor son las olas de frío y sobre todo las de calor. El área tiene entre 2.500 y 3.000 horas de sol anuales.
Los problemas de contaminación atmosférica son frecuentes, debido principalmente al tráfico rodado de la A-5 o al Aeropuerto de Madrid-Cuatro Vientos, los cuales se ven agravados por la ausencia de días sin viento ni precipitaciones.
| Parámetros climáticos promedio de Alcorcón, España            | Parámetros climáticos promedio de Alcorcón, España | Parámetros climáticos promedio de Alcorcón, España | Parámetros climáticos promedio de Alcorcón, España | Parámetros climáticos promedio de Alcorcón, España | Parámetros climáticos promedio de Alcorcón, España | Parámetros climáticos promedio de Alcorcón, España | Parámetros climáticos promedio de Alcorcón, España | Parámetros climáticos promedio de Alcorcón, España | Parámetros climáticos promedio de Alcorcón, España | Parámetros climáticos promedio de Alcorcón, España | Parámetros climáticos promedio de Alcorcón, España | Parámetros climáticos promedio de Alcorcón, España | Parámetros climáticos promedio de Alcorcón, España |
| Mes                                                           | Ene.                                               | Feb.                                               | Mar.                                               | Abr.                                               | May.                                               | Jun.                                               | Jul.                                               | Ago.                                               | Sep.                                               | Oct.                                               | Nov.                                               | Dic.                                               | Anual                                              |
| ------------------------------------------------------------- | -------------------------------------------------- | -------------------------------------------------- | -------------------------------------------------- | -------------------------------------------------- | -------------------------------------------------- | -------------------------------------------------- | -------------------------------------------------- | -------------------------------------------------- | -------------------------------------------------- | -------------------------------------------------- | -------------------------------------------------- | -------------------------------------------------- | -------------------------------------------------- |
| Temp. máx. media (°C)                                         | 9.6                                                | 11.2                                               | 14.6                                               | 16.2                                               | 20.7                                               | 26.8                                               | 32.2                                               | 31.2                                               | 26.8                                               | 19.0                                               | 13.4                                               | 10.1                                               | 19.3                                               |
| Temp. mín. media (°C)                                         | -1.0                                               | 0.7                                                | 2.3                                                | 4.6                                                | 7.9                                                | 12.3                                               | 16.1                                               | 15.1                                               | 11.8                                               | 7.3                                                | 2.9                                                | 0.2                                                | 6.6                                                |
| Precipitación total (mm)                                      | 47.7                                               | 45.2                                               | 40.1                                               | 47.7                                               | 42.6                                               | 23.4                                               | 8.2                                                | 9.7                                                | 32.5                                               | 47.7                                               | 65.5                                               | 50.3                                               | 460.6                                              |
| Fuente: The Weather Channel Interactive, Inc. Octubre de 2010 |                                                    |                                                    |                                                    |                                                    |                                                    |                                                    |                                                    |                                                    |                                                    |                                                    |                                                    |                                                    |                                                    |